# Regió de Gabú
La Regió de Gabú és una regió a l'est de Guinea Bissau. La seva capital és la ciutat de Gabú. Limita al nord amb Senegal, a l'est i al sud amb la República de Guinea i a l'oest amb la Regió de Bafatá i també amb la Regió de Tombali. Juntament amb la regió de Bafatá forma la província de Leste (est).
L'extensió de territori d'aquesta regió abasta una superfície de 9.150 quilòmetres quadrats, mentre que la població es compon d'uns 215.530 residents (xifres del cens de l'any 2009). La densitat poblacional és de 23,56 habitants per quilòmetre quadrat.

## Sectors

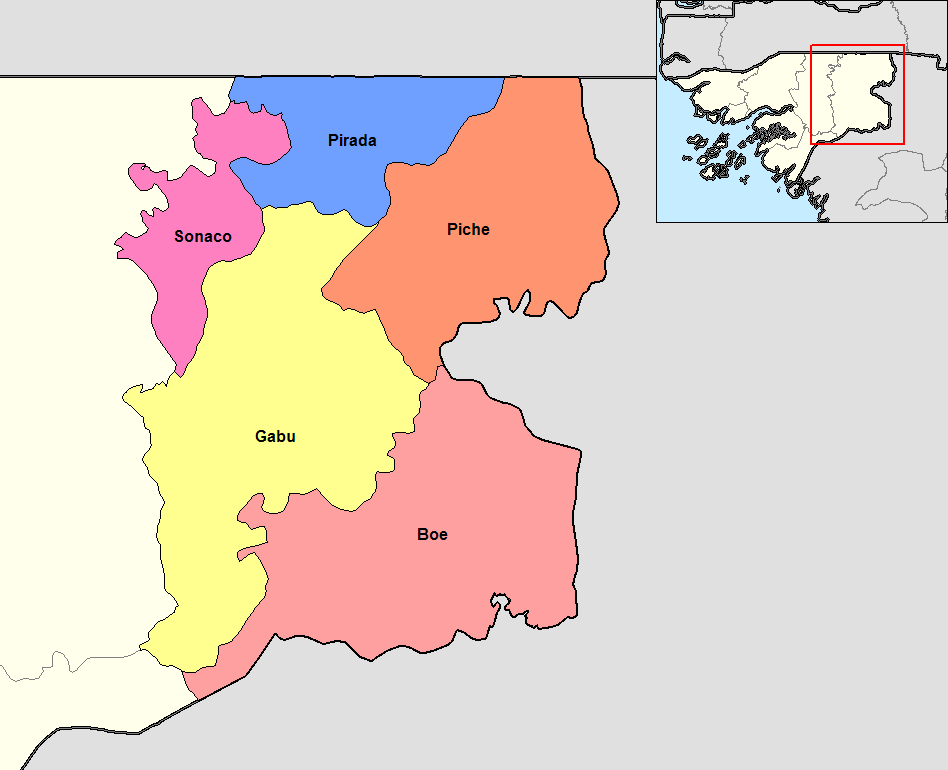
Sectors de Gabú

La regió de Gabú està dividida en cinc sectors: 
- Madina do Boé
- Gabú
- Pitche
- Pirada
- Soncao